# ベール集合
数学、特に測度論においてベール集合は測度論と位相空間論の関係の理解に重要な概念である。
とくに、ベール集合の理解は距離付不能な位相空間での測度の扱いに関する直観を助ける。
ベール集合はボレル集合のサブクラスである。逆も全てではないが多くの重要な位相空間で成り立つ。

## 基本的な定義
コンパクトハウスドルフ空間の部分集合がベール集合であるとは、それが全てのコンパクトGδ集合を要素に持つ最小のσ-代数の元であることである。もっと簡潔に言うと、ベール集合はちょうど、全てのコンパクトGδ 集合が生成するσ-代数の元である。

## 基本的な例
コンパクトハウスドルフ空間の不可算個の直積である空間のベール集合は、可算個の因子座標で完全に決定される。
因子空間の全てに一つ以上の点が存在する場合、一元集合はベール集合にはならない。
一方、この集合は閉集合なので、ボレル集合ではある。